# Giuseppe Agosti
Giuseppe Agosti fue un botánico italiano, ( 10 de febrero de 1715 , Belluno, Venecia - 10 de septiembre de 1786 ibíd.)
Fue jesuita, enseñando Teología y Filosofía en Zagreb, en Belluno y en Borgo San Domenico, región de Parma. Con la supresión de la Compañía de Jesús en 1773, se retira hacia Belluno, con su familia.
En 1770 publica una importante obra de Botánica intitulada De re botanica tractatus in quo praeter generalem methodum, et historiam plantarum, eae stirpes peculiariter recensentur, quae in agro Bellunensi et Fidentino vel sponte crescunt vel arte excoluntur… 400 pp.
- La abreviatura «Agosti» se emplea para indicar a Giuseppe Agosti como autoridad en la descripción y clasificación científica de los vegetales.[1]